# 浄法寺城
浄法寺城（じょうぼうじじょう）は、岩手県二戸市浄法寺町八幡館にあった日本の城。別称小幡館。

## 概要
東に安比川が流れ、城跡は4つの郭からなり、東西350メートル、南北500メートル。主郭の八幡館の北東隅には八幡宮を祀り、大館、親城館の2郭は八幡館の西側に位置し、北は急な崖で、南に広い堀をめぐらせていたとみられる。
現在、堀と平坦地を若干残すのみであるが、発掘調査により中世の陶磁器類が出土している。

## 歴史
築城時期は不明。浄法寺氏の居城で、陸奥国二戸郡浄法寺村に所在した。
天正20年（1592年）6月、「諸城破却令」の書上には「浄法寺 山城 畠山 修理 持分」とあり破却は免れた。
ついで、慶長6年（1601年）、岩崎一揆において岩崎陣に参加したさい、浄法寺重好の不首尾があったため領地は没収され、浄法寺氏宗家は廃絶した。